# Ameivula cipoensis
Ameivula cipoensis es una especie de lagarto del género Ameivula, perteneciente a la familia Teiidae. Fue descrita científicamente por Arias, de Carvalho, Zaher & Rodrigues en 2014.

## Distribución
Se encuentra en Brasil (Minas Gerais).